# Nokia 2.2
Il Nokia 2.2 è uno smartphone del 2019 a marchio Nokia sviluppato da HMD Global, successore del Nokia 2.1 e predecessore del Nokia 2.3.

## Caratteristiche tecniche

### Hardware
Il Nokia 2.2 è uno smartphone con form factor di tipo slate, le cui dimensioni sono di 146 x 70.6 x 9.3 millimetri e pesa 153 grammi.
Il dispositivo è dotato di connettività GSM, HSPA, LTE, di Wi-Fi 802.11 b/g/n con supporto hotspot, di Bluetooth 4.2 con A2DP ed LE, di GPS con A-GPS, BDS e GLONASS e di radio FM. Ha una porta microUSB 2.0 OTG ed un ingresso per jack audio da 3.5 mm.
Il Nokia 2.2 è dotato di schermo touchscreen capacitivo da 5,71 pollici di diagonale, di tipo IPS LCD con aspect ratio 19:9 e risoluzione HD+ 720 x 1520 pixel (densità di 295 pixel per pollice). Il frame laterale e il retro sono in plastica.
La batteria agli ioni di litio da 3000 mAh è removibile dall'utente.
Il chipset è un MediaTek MT6761 Helio A22. La memoria interna di tipo eMMC 5.1 è di 16 o 32 GB, espandibile con microSD, mentre la RAM è di 2 o 3 GB.
La fotocamera posteriore ha un sensore da 13 megapixel con apertura f/2.2, dotata di autofocus, HDR e flash LED, in grado di registrare al massimo video Full HD a 30 fotogrammi al secondo, mentre la fotocamera anteriore è da 5 megapixel, con registrazione video Full HD a 30 fps.

### Software
Il sistema operativo è Android, in versione Android 9 Pie, con Android One, aggiornabile ad Android 10.

## Commercializzazione
Il dispositivo è stato rilasciato a giugno 2019, ed è disponibile sia in versione "mono" che dual SIM.
Il Nokia 2.2 ha ricevuto recensioni contrastanti. Vignesh Giridharan di Digit ha dichiarato: "Con le sue prestazioni complessive basse e il basso rapporto qualità-prezzo, il Nokia 2.2 esiste sul mercato solo per ricordarti che ci sono modelli superiori sul mercato per un prezzo richiesto leggermente più alto, come il Nokia 4.2 e Redmi 7".
HDBlog l'ha definito un "entry level per chi non ha troppe pretese" valutandolo 5.5/10, mentre AndroidWorld l'ha valutato 5.8/10.